# 이택현
이택현(李澤鉉, 1866년 ~ 1929년 양력 5월 25일)은 함경남도 원산부 지역의 유지로 일제강점기에 조선총독부 중추원 참의를 지냈다.

## 생애
대한제국 시기인 1901년 함경북도 관찰부 주사를 맡기도 했으나, 관리로서의 이력보다는 원산 지역 유지로서의 활동이 더 두드러진다. 한일 병합 조약 체결 후인 1912년 함경농공은행 감사 및 취체역은행장을 맡았고, 1914년부터 3년간 함경남도 지방토지조사위원회 임시위원도 지냈다.
이후 조선식산은행 상담역 등을 맡았다가 1919년 원산부 부참사로 발탁되었으며, 3·1 운동 후 조선총독부가 유화책의 일환으로 도의원 제도를 신설했을 때 관선 함경남도평의회원으로 참여했다. 1921년부터 6년 동안 중추원 참의로 재직하였다. 중추원 참의 재직 기간 중에도 도평의회원에 한차례 연임되었으며, 금융업을 중심으로 자본가로 활동하면서 양조업, 물류업 등 다른 사업 분야에 손을 대기도 했다.
2002년 발표된 친일파 708인 명단과 2008년 공개된 민족문제연구소의 친일인명사전 수록예정자 명단에 모두 포함되었고, 2007년 대한민국 친일반민족행위진상규명위원회가 발표한 친일반민족행위 195인 명단에도 수록되었다.

## 같이 보기
- 조선총독부 중추원

## 참고자료
- 친일반민족행위진상규명위원회 (2007년 12월). 〈이택현〉 (PDF). 《2007년도 조사보고서 II - 친일반민족행위결정이유서》. 서울. 772~776쪽쪽. 발간등록번호 11-1560010-0000002-10. [깨진 링크(과거 내용 찾기)]